# Geist (Album)
Geist ist das Debütalbum des deutschen Rappers OG Keemo. Es erschien am 22. November 2019 über das Label Chimperator Productions.

## Themen
Wiederkehrende Themen auf dem Album sind das Leben in Hochhaussiedlungen, Raub, Erfahrungen von Rassismus und Polizeigewalt sowie OG Keemos Umgang damit. Nicholas Beckmann sieht in Geist ein eng durchkomponiertes Konzeptalbum, das „in 35 Minuten Erzählzeit im Sinne eines Coming-Of-Age-Entwicklungsnarrativ“ OG Keemos Leben erzähle und damit „einen Reifeprozess (vielleicht auch eine Läuterung) seiner selbst“ nachzeichne. Dieser Reifeprozess zum OG (Abkürzung des Hip-Hop-Slangs für Original Gangster) werde in Geist jedoch nicht nur beschrieben, sondern auch die dahinterliegenden Strukturen hinterfragt. Das mache das Album in „höchstem Maße gesellschaftsrelevant, klagt hier doch ein OG an und fordert mehr (soziale) Gerechtigkeit ein.“

## Musikstil und Produktion
Alle Songs auf dem Album sind von OG Keemos langjährigem Freund und Produzenten Funkvater Frank produziert. Die Produktion fällt durch vielfache Benutzung von Soul-Samples auf. Diese Samples werden häufig mit Boom-Bap und Trap-Elementen vermischt. Dies kreiere – so einige Rezensenten – einen eigenständigen, besonderen Sound.

## Titelliste
| Nr.          | Titel           | Länge |
| ------------ | --------------- | ----- |
| 1.           | Teer – Prolog   | 1:20  |
| 2.           | Nebel           | 2:34  |
| 3.           | Set             | 2:35  |
| 4.           | 55 – Interlude  | 1:58  |
| 5.           | Siedlung        | 1:59  |
| 6.           | Geist           | 3:10  |
| 7.           | Belly Freestyle | 0:59  |
| 8.           | Daimajin        | 2:56  |
| 9.           | 216             | 3:12  |
| 10.          | Neuner          | 2:42  |
| 11.          | Zinnmann        | 2:59  |
| 12.          | Faust           | 3:02  |
| 13.          | Outro           | 5:12  |
| Gesamtlänge: | Gesamtlänge:    | 34:43 |

## Rezeption

### Rezensionen
Das Album wurde generell positiv rezipiert. Für Florian Peking (mzee.com) zeige sich OG Keemo auf Geist in absoluter Bestform. OG Keemo Texte zeugten von einer „einzigartigen Formulierungsgabe“ und profitierten von „wahnsinnige[r] Technik“. Auch die Instrumentals seien eine Klasse für sich. Der Rezensent empfiehlt jedem, der sich für Deutschrap interessiere, sich mit OG Keemo zu beschäftigen und Geist anzuhören.
Holger Grevenbrock (laut.de) sieht in Geist „eine Blase aus schwarzer Tinte“, das so klinge, wie „eine Schüssel Zigaretten zum Frühstück schmeckt“. Das Album schaffe es, aus Referenzen verschiedener Quellen (darunter Grimms Märchen, Mafia-Epos und Black-Power-Movement) einen eigenständigen, homogenen Kosmos hervorzubringen. Des Weiteren sei Geist ein „Feier der Fiktion“, das sich auch politisch äußere. Auffallend sei auch, dass Geist nichts dem Zufall überlasse: „Es ist fast schon furchterregend, wie das Ganze, angefangen bei den Video-Arbeiten von Breitband bis eben zur Wahl kleinster Samples, ineinander übergeht und sich ergänzt.“
Daniel Gerhardt (Die Zeit) bezeichnet OG Keemo als den besten deutschen Rapper. Geist beschreibe eine neue Hackordnung für Deutschrap. Soundtechnisch und thematisch sei Geist „USA bis zum Gehtnichtmehr“. 15 Jahre nach dem Sido-Song Mein Block erneuere OG Keemo den deutschen Straßenrap, sei jedoch „viel besser als Sido“. OG Keemo schaffe es, den kriminellen Alltag ohne romantische Verklärung oder moralische Bewertung erzähltechnisch und technisch versiert zu vermitteln. Seine Schilderung zielten nie auf rührselige Effekten, seien aber immer wieder herzzerreißend. In der Thematisierung von Rassismus und dem Umgang damit sieht der Rezensent Ähnlichkeiten mit Kendrick Lamar und resümiert: „OG Keemo schlägt damit identitätspolitische Töne an, die im hiesigen Hip-Hop selten so klug und nie zuvor so unterhaltsam klangen. Stand jetzt gibt es keinen besseren Rapper in Deutschland.“
Das Juice Magazin ernannte Geist zum einflussreichsten Album 2019. OG Keemo sei ein „überragender Erzähler“, der eine souveräne Reimtechnik, eine griffe Bildsprache und jede Menge Wortwitz besäße. OG Keemo habe den „coolsten und kredibilsten Trap ermöglicht, den die heimische Raplandschaft je hervorgebracht hat“.
Fridolin Achten von Puls Musik ist sich sicher, dass Geist Deutschrap prägen wird. Er sieht Geist in der Tradition des Straßenraps. Dieses Genre werde jedoch immer wieder durch gesellschaftliche Beobachtungen und popkulturelle Referenzen gebrochen: „Bei OG Keemo geht es eben meistens um mehr als Patte machen und ballern.“ OG Keemo sei ein „unglaublich vielseitiger Rapper“, der mit seiner Fähigkeit, Dinge auf den Punkt zu bringen, zu „einer moralischen Instanz ohne moralischen Zeigefinger“ werden könne.

### Chartplatzierungen
Geist stieg am 29. November 2019 auf Platz 14 in die deutschen Albumcharts ein. Das Album platzierte sich eine Woche in den Top 100. Darüber hinaus belegte das Album die Chartspitze der Hip-Hop-Charts. In der Schweizer Hitparade erreichte das Album am 1. Dezember 2019 Rang 83 und konnte sich ebenfalls eine Woche in den Charts halten.
| ChartsChartplatzierungen | Höchstplatzierung | Wochen |
| ------------------------ | ----------------- | ------ |
| Deutschland (GfK)        | 14 (1 Wo.)        | 1      |
| Schweiz (IFPI)           | 83 (1 Wo.)        | 1      |

## Belege
1. 1 2  Daniel Gerhardt: Schönes Deutschland, schlimme Menschen. In: zeit.de. 28. November 2019, abgerufen am 16. November 2022.
2. ↑  Nicholas Beckmann: »Ich denke an blaues Licht auf schwarzer Haut« –immersives Storytelling im Spannungsfeld zwischen Polizeigewalt, racial profiling, Rassismus, Depression und (OG-)Realness. In: Marc Dietrich, Martin Seeliger (Hrsg.): Deutscher Gangsta-Rap III. Soziale Konflikte und kulturelle Repräsentationen. transcript, 2022, ISBN 978-3-8394-6055-9, S. 183.
3. ↑  Nicholas Beckmann: »Ich denke an blaues Licht auf schwarzer Haut« –immersives Storytelling im Spannungsfeld zwischen Polizeigewalt, racial profiling, Rassismus, Depression und (OG-)Realness. In: Marc Dietrich, Martin Seeliger (Hrsg.): Deutscher Gangsta-Rap III. Soziale Konflikte und kulturelle Repräsentationen. transcript, 2022, ISBN 978-3-8394-6055-9, S. 198.
4. 1 2 3  Florian Peking: OG Keemo – Geist. In: mzee.com. 13. Dezember 2019, abgerufen am 16. November 2022.
5. 1 2  OG Keemo: Darum ist “Geist” eines der besten Releases des Jahres II PULS Musik Analyse. Abgerufen am 18. November 2022 (deutsch).
6. ↑  Geist. In: open.spotify.com. 22. November 2019, abgerufen am 17. November 2022.
7. ↑  Holger Grevenbrock: Ist das noch real? In: laut.de. 22. November 2019, abgerufen am 16. November 2022.
8. ↑  Skinny: OG Keemo – Geist // Review. In: juice.de. 3. Dezember 2019, archiviert vom Original am 18. September 2021; abgerufen am 16. November 2022.  Info: Der Archivlink wurde automatisch eingesetzt und noch nicht geprüft. Bitte prüfe Original- und Archivlink gemäß Anleitung und entferne dann diesen Hinweis.
9. 1 2  OG Keemo – Geist (Album). In: offiziellecharts.de. GfK Entertainment, abgerufen am 19. November 2022.
10. ↑  OG Keemo – Geist (Hip-Hop). In: offiziellecharts.de. GfK Entertainment, abgerufen am 19. November 2022.
11. 1 2  OG Keemo – Geist. In: hitparade.ch. Schweizer Hitparade, abgerufen am 19. November 2022.